# Комсомольский (Белореченский район)
Комсомо́льский — посёлок в Белореченском районе Краснодарского края.
Входит в состав Первомайского сельского поселения.

## История
Посёлок Комсомольский Рязанского района зарегистрирован 4 августа 1952 года решением Краснодарского крайисполкома. 22 августа 1953 года территория Рязанского района вошла в состав Белореченского района.

## Население
| 2002 | 2010 |
| ---- | ---- |
| 705  | ↘693 |

## Улицы
- ул. Октябрьская,
- ул. Первомайская,
- ул. Школьная,
- ул. Южная,
- ул. Яровая.

## Объекты культурного наследия
- Памятник в честь воинов, погибших в годы Гражданской и Великой Отечественной войн[7].